# Dogneville
Dogneville [dɔɲvil] ist eine französische Gemeinde mit 1511 Einwohnern (1. Januar 2022) im Département Vosges in der Region Grand Est. Sie gehört zum Arrondissement Épinal und zum Gemeindeverband Agglomération d’Épinal.

## Geografie
Die Gemeinde Dogneville liegt an der Mosel, unmittelbar nördlich von Épinal, der Hauptstadt (chef-lieu) des Départements Vosges.

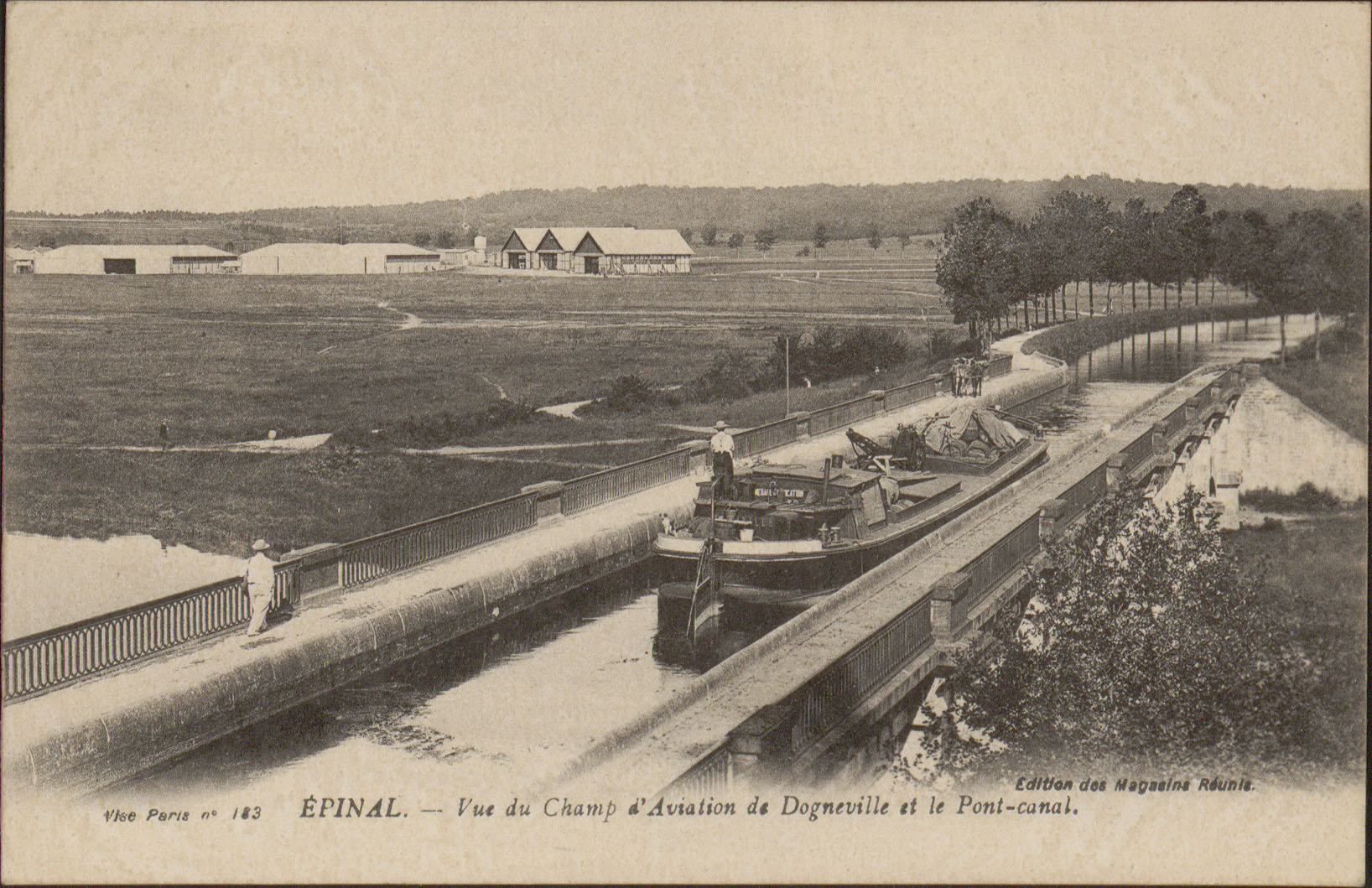
Kanalbrücke über die Mosel und Flugplatz auf einer alten Postkarte

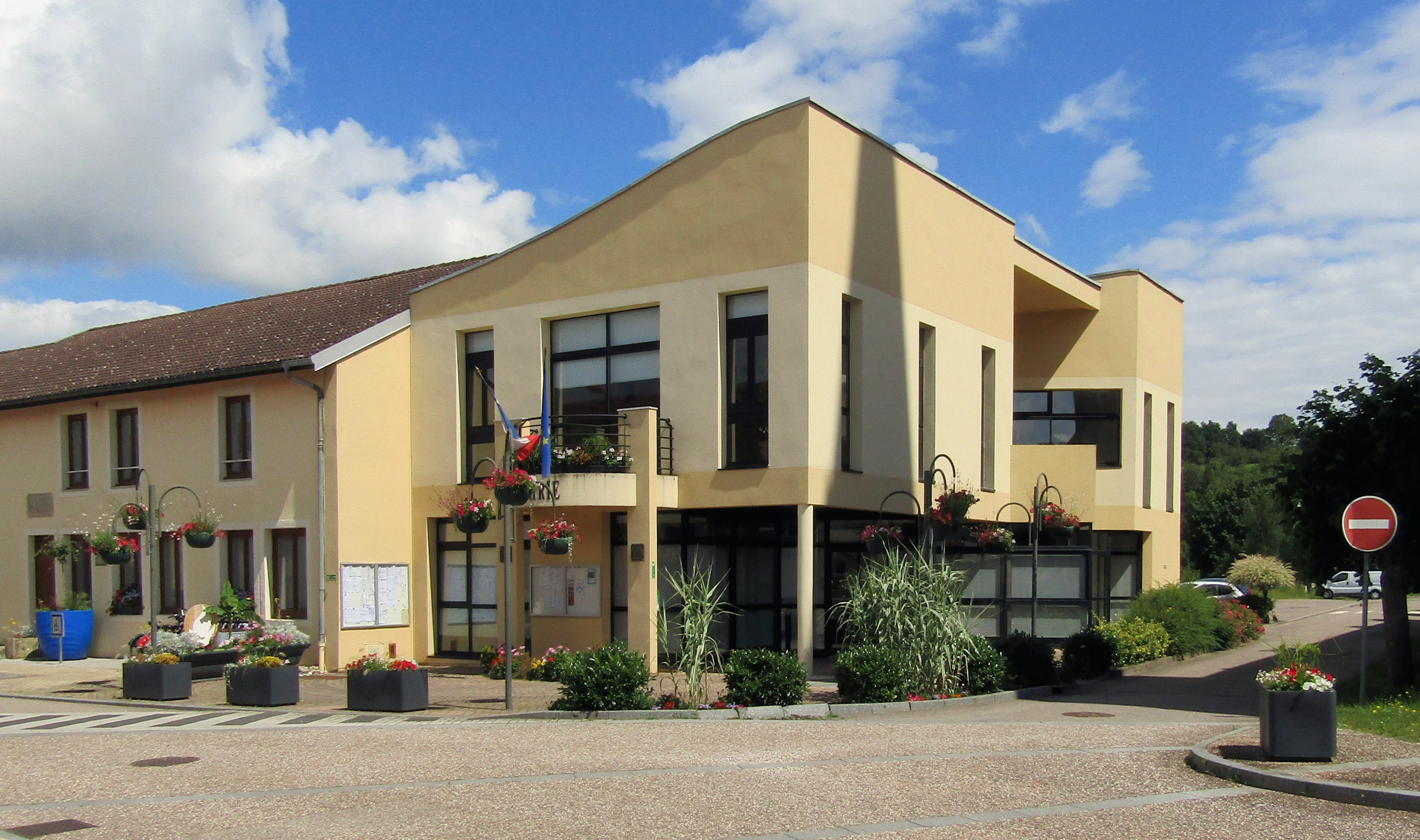
Rathaus (mairie)

Kirche Saint-Étienne

Das Gemeindegebiet umfasst einen Abschnitt des rechten, östlichen Ufers der Mosel und deren Hinterland. Nach Osten steigt das Bodenrelief sanft an, das Gelände erreicht nördlich des Dorfkerns im Fort de Dogneville 390 m über dem Meer. Unterbrochen wird das Gebiet durch den Ruisseau le St-Oger, einem kleinen Moselzufluss, der in den westlichen Ausläufern der Vogesen entspringt. Neben dem markanten Fort de Dogneville befinden sich mit dem Fort de la Voivre und der Westspitze des Fort de Longchamp zwei weitere dieser ehemaligen Verteidigungsanlagen im Gebiet der Gemeinde Dogneville. Sie sind heute nur teilweise zugänglich und unter dichtem Baumbestand verborgen. Zu den nennenswerten Waldgebieten in der Gemeinde gehören Bois de la Vigne, La Haie du Ban und La Haie du Pin im Norden sowie der große Forst Bois de la Voivre im Südosten.
Der Stichkanal, der in Épinal von der Mosel abzweigt (Branche d'Épinal) und über den Hafen von Épinal zum Canal des Vosges führt, überquert die Mosel im äußersten Südwesten der Gemeinde Dogneville auf der 100 Meter langen und zehn Meter breiten Kanalbrücke Golbey.
Im Süden grenzt das Gemeindeareal von Dogneville unmittelbar an die Gewerbegebiete Zone Industrielle de la Voivre und Parc Économique du Saut le Cerf (mit einem Klinikkomplex) der Stadt Épinal.
Nachbargemeinden von Dogneville sind Girmont im Norden, Dignonville im Nordosten, Longchamp (Berührungspunkt) im Osten, Jeuxey im Südosten, Épinal im Süden, Golbey im Südwesten sowie Chavelot im Nordwesten.

## Geschichte
Dogneville war während des Ancien Régimes Sitz einer Bürgermeisterei im Einflussbereich des Bistums Metz. Kirchlich gehörte Dogneville zum Dekanat Épinal in der Diözese Saint-Dié.

### Wappen
Das Wappen zeigt links die linke Hälfte des Wappens von Épinal (Turm und Lilie), rechts oben die Mitra des Bischofs Arnulf von Metz und unten rechts ein Flugzeug.

### Forts

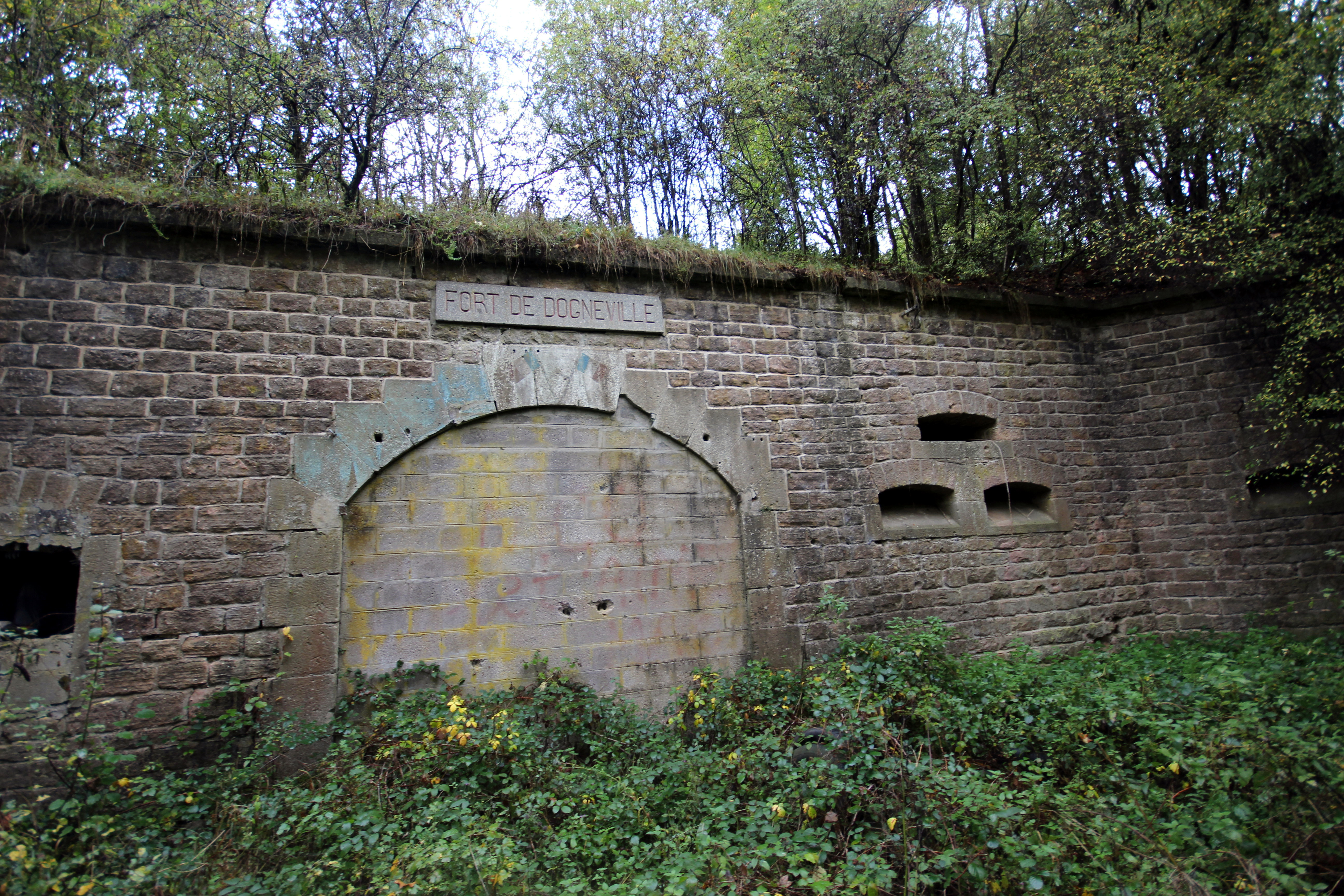
Zugemauerter Eingang in das Fort de Dogneville

Im Gebiet der Gemeinde befinden sich mit dem Fort de Dogneville, dem Fort de la Voivre und dem Fort de Longchamp drei der nach dem Deutsch-Französischen Krieg ringförmig um Épinal angelegten großen Befestigungsanlagen.
- Das unmittelbar nördlich des Ortskerns gelegene Fort de Dogneville, vormals Fort Kléber, wurde 1876 bis 1878 für sieben Offiziere, 14 Unteroffiziere und 280 Soldaten gebaut. Das Fort ist heute in relativ gutem Zustand, Teile des Mauerwerkes sind aber einsturzgefährdet, sodass der Eigentümer, die Gemeinde Dogneville, das Betreten des Forts ohne Erlaubnis verboten hat.[2]

- Das Fort de la Voivre (Batterie de la Voivre), auch Fort Lasalle genannt, liegt auf 364 Metern Meereshöhe südöstlich von Dogneville in einem Waldstück an der Grenze zur Gemeinde Jeuxey. Seit dem Baubeginn 1882 war es mit maximal 100 Mann Besatzung Teil des Verteidigungsringes um Épinal und hatte vor allem die Aufgabe, die Straße nach Rambervillers zu sichern. Die Befestigungsanlage ist in einem sehr schlechten  Zustand und im Besitz der Gemeinde Jeuxey. Die Bunkereingänge wurden teilweise verfüllt, um auf dem Gelände eine Motocrossstrecke anzulegen.[3]

- Das nordöstlich des Ortskerns gelegene Fort de Longchamp, vormals Fort Rapp, wurde 1876 bis 1878 für 17 Offiziere, 42 Unteroffiziere und 480 Soldaten errichtet. Noch heute ist das Fort, das sich im Besitz der Gemeinde Dignonville befindet, in gutem Zustand, aber für Besucher komplett gesperrt, um eine Fledermauskolonie zu schützen.[4]

### Bevölkerungsentwicklung
Das Anwachsen der Bevölkerung von den 1970er bis in die 1990er Jahre ist auf den Bau eines neuen Wohngebietes unmittelbar südwestlich des alten Dorfkerns zurückzuführen. Hier haben sich viele Beschäftigte der umliegenden Gewerbegebiete niedergelassen.
| Jahr      | 1962 | 1968 | 1975 | 1982 | 1990 | 1999 | 2006 | 2014 | 2021 |
| Einwohner | 818  | 889  | 1009 | 1101 | 1313 | 1464 | 1530 | 1453 | 1503 |

Im Jahr 1793 zu Beginn der regelmäßigen Zählungen wurde mit 505 Bewohnern die bisher niedrigste Einwohnerzahl ermittelt. Die Zahlen basieren auf den Daten von cassini.ehess und INSEE.

## Sehenswürdigkeiten

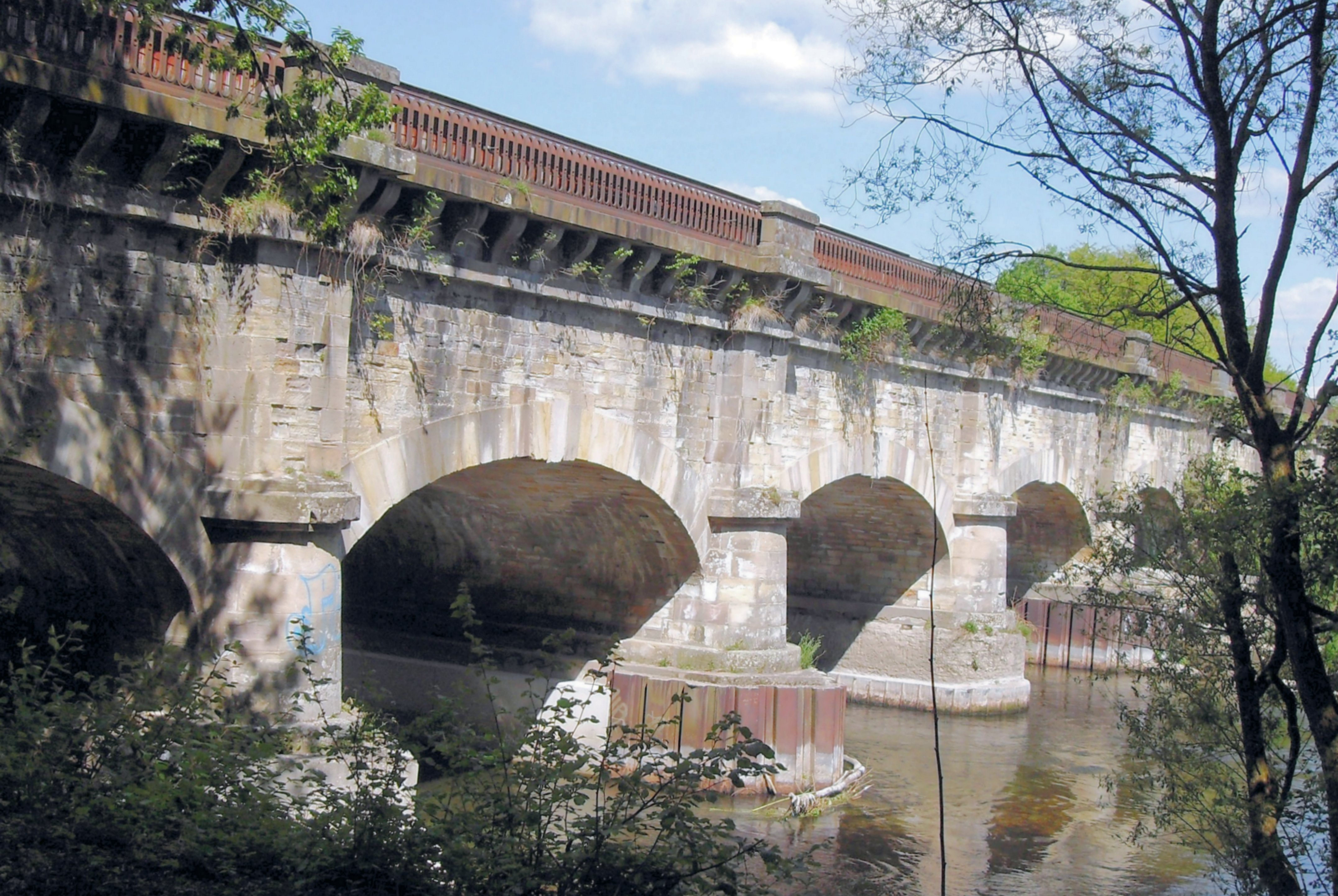
Kanalbrücke

- Kirche St. Stephan (Église Saint-Étienne)
- Kanalbrücke über die Mosel

## Wirtschaft und Infrastruktur
Die Landwirtschaft spielt in Dogneville eine untergeordnete Rolle. In der Gemeinde sind noch sechs Landwirtschaftsbetriebe ansässig (Milchviehhaltung, Ziegen- und Schafzucht). An den Hängen unterhalb des Forts de Dogneville wird Wein angebaut. Durch die Nähe zu den Industriegebieten und Gewerbeparks von Thaon-les-Vosges und Épinal bilden die Berufspendler die größte Gruppe der Erwerbstätigen in Dogneville.
Den Ort quert in Nord-Süd-Richtung die Departementsstraße D 12. Durch das Gebiet der Gemeinde verläuft die autobahnähnlich ausgebaute Nationalstraße N 57 von Épinal nach Nancy, deren nächste Anschlussstelle befindet sich in Épinal. Im nahen Épinal liegt auch der nächstgelegene Bahnhof, er wird von TGV-Hochgeschwindigkeitszügen (zwei tägliche Zugpaare der Relation Paris–Nancy–Remiremont) und Regionalzügen des TER Grand Est bedient.
Der Flugplatz Épinal-Dogneville (Aérodrome Epinal-Dogneville) im Südwesten der Gemeinde wird vom 1921 gegründeten Aéro-club Vosgien genutzt. Zu dessen Gründern zählt der Jagdflieger René Fonck. Neben Flugmodellen kommen Klein- und Ultraleichtflugzeuge zum Einsatz.

## Belege
1. ↑  Dogneville auf vosges-archives.com (Memento vom 4. März 2016 im Internet Archive) (französisch; PDF; 103 kB)
2. ↑  Le fort de Dogneville ou fort Kleber. Abgerufen am 21. April 2012 (französisch).
3. ↑  La batterie de la Voivre ou fort Lasalle. Abgerufen am 21. April 2012 (französisch).
4. ↑  Le fort de Longchamp ou fort Rapp. Abgerufen am 21. April 2012 (französisch).
5. ↑  Dogneville auf cassini.ehess
6. ↑  Dogneville auf INSEE
7. ↑  Landwirtschaftsbetriebe auf annuaire-mairie.fr (französisch)
8. ↑  Aéro-club Vosgien (französisch)